# Szeretned kell!
A Szeretned kell! (eredeti cím: Pasión y poder, szó szerint: Szenvedély és hatalom) egy 2015 és 2016 között készült mexikói televíziós filmsorozat, amelyet a Televisa készített. Az alkotója Ximena Suárez volt, a producerei Rnesto Hernández és Fausto Sáinz voltak. A főszerepekben Susana González, Jorge Salinas,  Fernando Colunga, Marlene Favela, Altaír Jarabo, José Pablo Minor és Michelle Renaud láthatóak. Mexikóban 2015. október 5-étől a Televisa vetítette, Magyarországon 2016. január 4-étől a TV2 sugározta.

## Történet
A híres üzletember Eladio Gomez Luna (Fernando Colunga), aki boldog házasságban él feleségével Julia Vallado de Gomez Lunaval. Abban a városban viszont van még egy üzletember Arthuro Montenegro (Jorge Salinas), aki egyben Eladio vetélytársa is. Neki is családja van, és második felesége Nina. Második feleségét három gyermekkel ajándékozta meg: Reginával, Erickkel és Danielaval. A férfi azonban mégsem boldog, ugyanis még mindig Juliát szereti. Mert a múltban ők már az esküvőt tervezték, amikor Arthuro bejelentette, hogy a barátnője terhes. Ezért Julia csak felindulásból ment hozzá Eladiohoz. Ezt a hibát a férfi, ami napig sem bocsátotta meg magának, hogy futni hagyta élete szerelmét. Eladio fia Dávid sikeres mérnök, pont mint Arthuro lánya Regina. Egy közös projekten kell dolgozzanak Qeretaroban. A két fiatal a munka alatt egymásba szeret. Ámbár tudják, hogy szerelmük lehetetlen. Így van ezzel Arthuro legnagyobb fia Miguel is, aki mérhetetlenül szerelmes a sógornőjébe. Viszont csak a férje Erich után fut és nem veszi észre, hogy a férfi csak kihasználja. Regina és David kapcsolatát még Daniela Regina húga is akadályozta, aki szintén beleszeret Davidba.

## Szereplők

### Főszereplők
| Színész          | Szerepnév                       | Megjegyzés                                                                                               | Magyar hang     |
| ---------------- | ------------------------------- | --- | --------------- |
| Jorge Salinas    | Arturo Montenegro               | Nina férje, Regina, Daniela, Erick és Miguel édesapja, Julia szerelme, Eladio riválisa                   | Dolmány Attila  |
| Fernando Colunga | Eladio Gómez Luna               | Julia férje, David és Franco édesapja, Montserrat szeretője, Arturo riválisa                             | Lux Ádám        |
| Susana González  | Julia Vallado de Gómez Luna     | Eladio felesége, David édesanyja, Arturo szerelme, Nina riválisa                                         | Mezei Kitty     |
| Marlene Favela   | Nina Pérez de Montenegro        | Arturo 2. felesége, Regina, Daniela és Erick édesanyja, Julia riválisa                                   | Pap Katalin     |
| Michelle Renaud  | Regina Montenegro Pérez         | Nina és Arturo lánya, Erick és Daniela testvére, Miguel féltestvére, David szerelme                      | Sallai Nóra     |
| José Pablo Minor | David Gómez Luna Vallado        | Julia és Eladio fia, Franco féltestvére, Regina szerelme                                                 | Zámbori Soma    |
| Altaír Jarabo    | Consuelo Martínez de Montenegro | Modell, Erick felesége, Regina és Miguel barátja, Montserrat ellensége                                   | Lamboni Anna    |
| Alejandro Nones  | Erick Montenegro Pérez          | Arturo és Nina fia, Regina és Daniela testvére, Miguel féltestvére, Consuelo férje, Montserrat szeretője | Szatmári Attila |
| Danilo Carrera   | Franco Gómez Luna Herrera       | Eladio és Caridad fia, Gisela unokája, David féltestvére                                                 | Tokaji Csaba    |
| Fabiola Guajardo | Gabriela Díaz Vallado           | Eladio és Julia unokahúga                                                                                | Laudon Andrea   |
| Marco Méndez     | Agustín Ornelas                 | Arturo legjobb barátja                                                                                   | Szabó Máté      |
| Raquel Olmedo    | Gisela Fuentes vda. de Herrera  | Caridad édesanyja, Franco nagyanyja, Eladio bűntársa                                                     | Halász Aranka   |
| Jauma Mateu      | Miguel Montenegro Forero        | Arturo és Susana fia, Erick, Daniela és Regina féltestvére                                               | Pálmai Szabolcs |
| Isabella Camil   | Caridad Herrera Fuentes         | Gisela lánya, Franco édesanyja                                                                           | Orosz Anna      |
| Enrique Montaño  | Justino                         | Maribel férje, Luisita édesapja                                                                          | Moser Károly    |
| Irina Baeva      | Daniela Montenegro Pérez        | Arturo és Nina lánya, Regina és Erick testvére, Miguel féltestvére                                       | Vágó Bernadett  |

### Vendég- és mellékszereplők
| Színész            | Szerepnév                   | Megjegyzés                                           | Magyar hang       |
| ------------------ | --------------------------- | ---------------------------------------------------- | ----------------- |
| ?                  | Simona                      | Cseléd a Gomez Luna házban                           | Zsurzs Kati       |
| Gerardo Albarrán   | "El Callao"                 | Eladio jobbkeze                                      | Rosta Sándor      |
| Boris Duflos       | Francisco                   | Eladio alkalmazottja, David legjobb barátja          | Sótonyi Gábor     |
| Mario Morán        | Jorge Pérez                 | Építész, Regina barátja                              | Szalay Csongor    |
| Luis Bayardo       | Humberto Vallado            | Julia édesapja, David és Gabriela nagyapja           | Perlaki István    |
| Victoria Camacho   | Montserrat Moret            | Eladio és Erick szeretője                            | Solecki Janka     |
| Alejandro Aragón   | Aldo                        | Monserrat szomszédja                                 | Fekete Zoltán     |
| Raquel Garza       | Petra / "Samantha"          | Cseléd a Montenegro-házban                           | Kerekes Andrea    |
| Maribé Lancioni    | Fanny                       | Nina barátnője                                       | Farkasinszky Edit |
| Érika García       | Maribel                     | Justino felesége, Luisita édesanyja                  |                   |
| ?                  | Luisa "Luisita"             | Justino és Maribel lánya                             |                   |
| Pilar Escalante    | Ángeles                     | Arturo titkárnője                                    |                   |
| Óscar Medellín     | Joshua Solares              | Regina vőlegénye                                     | Czető Roland      |
| Daniela Friedman   | Marintia Hernández          | Eladio titkárnője, Franco barátnője, Mateo édesanyja | Kiss Anikó        |
| Jorge Bolaños      | Mariano Santos              | Üzletember                                           | Imre István       |
| Gema Garoa         | Clara Álvarez               | Maribel és Consuelo barátnője                        | Czető Zsanett     |
| Fabián Pizzorno    | Peter Ashmore               | Arturo üzlettársa                                    | Galbenisz Tomasz  |
| Emmanuel Palomares | Johnny                      | Daniela barátja                                      |                   |
| ?                  | Susana Forero de Montenegro | Arturo 1. felesége, Miguel édesanyja                 |                   |

## Nemzetközi bemutató
| Ország       | Csatorna               | Első rész        | Utolsó rész       |
| ------------ | ---------------------- | ---------------- | ----------------- |
| Mexikó       | Canal de las Estrellas | 2015. október 5. | 2016. április 10. |
| Magyarország | TV2                    | 2016. január 4.  | 2016. június 27.  |